# 人和駅 (重慶市)
人和駅（じんわえき）は、中華人民共和国重慶市渝北区金開大道西段に位置する重慶軌道交通5号線の駅。駅番号は5/13。

## 歴史
- 2017年12月28日：開業[1]。

## 駅構造
島式ホーム1面2線を有する地下駅。

### のりば

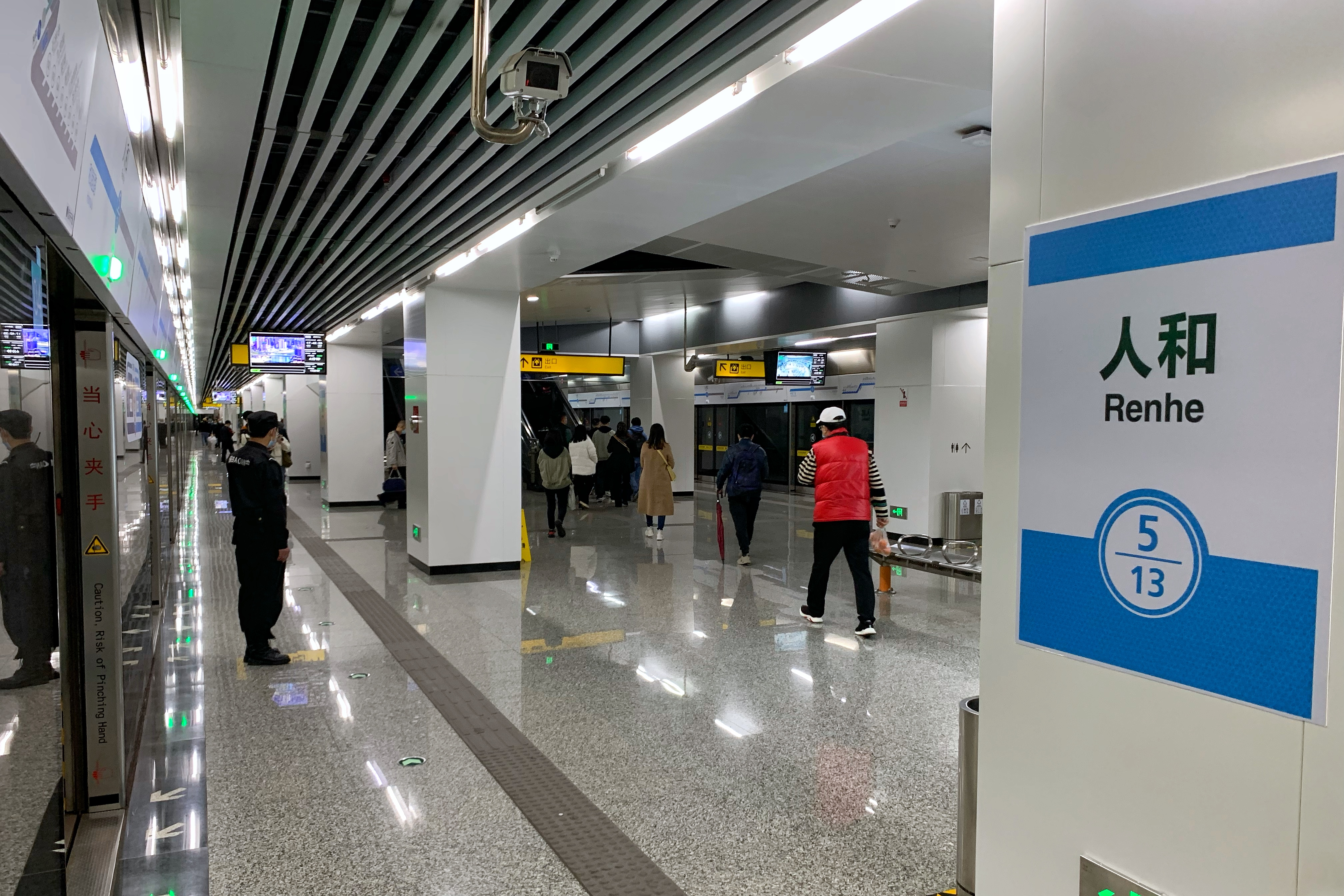
ホーム

案内上ののりば番号は設定されていない。
| 路線    | 方向 | 行先               |
| ------- | ---- | ------------------ |
| ■ 5号線 | 北行 | 悦港北路方面       |
| ■ 5号線 | 南行 | 重慶西駅・跳磴方面 |

## 駅周辺
- 恒大華府
- 重慶川劇博物館
- 天湖公園
- 照母山森林公園
- 金科・小城故事
- 中興・渝景苑
- 万科緹香郡
- 金科・天籟城美社
- 怡和小区
- 鳳麟苑
- 重慶両江新区人民医院
- 東原黄山大道东
- 人和麗景

## 隣の駅
重慶軌道交通
■ 5号線
和睦路駅 (5/12) - 人和駅 (5/13) - 幸福広場駅 (5/14)